# Kenny Bolin
Kenny Bolin (St. Petersburg, 16 marzo 1960) è un manager di wrestling statunitense.
È attualmente impegnato nella Ohio Valley Wrestling (OVW), federazione nella quale guida la stable heel Bolin Services. Svolge anche il ruolo di commentatore degli show della OVW.

## Nel wrestling

### Foreign objects più utilizzati
- Valigetta

## Membri della Bolin Services
Quello che segue è un elenco di wrestler che hanno fatto o fanno parte della stable Bolin Services:
- Big Guido
- Mr. Black
- Ms. Blu
- Bull Buchanan
- Lance Cade
- Christian
- Carly Colón
- Rico Constantino
- Rob Conway
- Jerome Crony
- Da Beast
- Nick Dinsmore
- Ken Doane
- René Duprée
- Charles "The Hammer" Evans
- Mark Henry
- Kassidy James
- KC James
- Mark Jindrak
- Justin "The Ox" LaRoche
- Blaster Lashley
- Nurse Lulu
- Maurice
- Mini-B
- Mike Mizanin
- "Mean" Gene Mondo
- Mike Mondo
- Paul E. Normous
- The Prototype
- Sean O'Haire
- Sly Scraper
- Sosay